# Božica Velousis
Božica Velousis (Smederevska Palanka, 10. 8. 1980) srpska je književnica, pesnikinja i humanitarka.

## Biografija
Po struci je diplomirani filolog na Filološkom fakultetu Univerziteta u Beogradu. Diplomirala je na odseku za romanistiku. Govori engleski, francuski, španski, ruski i grčki jezik. Aktivno daje doprinos humanitarnim manifestacijama i organizacijama posvećenim radu sa decom.
Biografski roman Sve je to ljubav objavila je 2016. godine u dva dela, nakon čega ih je objedinila i predstavila u jednom izdanju na 61. međunarodnom Sajmu knjiga u Beogradu. Roman Sve je to ljubav postao je bestseler u Srbiji i regionu i kasnije je preveden na engleski i ruski jezik.
Godine 2017. Velousis je objavila zbirku pesama pod nazivom Verujem u ljubav. Svojom prvom promocijom zbirke 8. aprila 2017. godine u Udruženju književnika Srbije Božica je otvorila Međunarodni dan romske nacionalnosti i književnosti. Ovu svečanost, podržanu od strane Ministarstva kulture i informisanja i Ambasade Indije, prvi put u istoriji je otvorila književnica koja nije romske nacionalnosti. Zbirka je prevedena na engleski, ruski, grčki, španski i arapski jezik. Njene pesme objavljivane su u brojnim antologijama i listovima, između ostalih u listovima Drama i Seoske novine.
Ona je svoju treću knjigu, zbirku poezije pod nazivom Život je lep, objavila 2019. godine. Zbirka sadrži više od 100 pesama koje karakterišu elegijske note, setan ton i melanholija.
Član je Udruženja književnika Srbije, Udruženja Književne zadruge Srbije, Skadarlijske Boemije i drugih. Dobitnica je brojnih nagrada i priznanja, među kojima su i nagrade sa pesničkih susreta Orfej na Dunavu, Slavonija na dlanu, Srborečje, Zlatni beočug (za trajni doprinos kulturi Kulturno-prosvetne zajednice Beograda) i druge.
Udata je za Grka, čije prezime nosi, sa kojim ima ćerku Evangelinu.

## Bibliografija
- Sve je to ljubav (2016)
- Verujem u ljubav (2017)
- Život je lep (2019)

## Nagrade
- Plaketa Poetska pozornica plus i zahvalnica počasne kategorije Pesma godine, Književni klub Dušan Matić iz Ćuprije
- Nagrada i diploma Mesopotamija 2019. za osvojeno treće mesto na istoimenom festivalu[5]
- Nagrada za naprednost srpske književnosti, promociju poezije i kulture Srbije, Ukus Fest
- Priznanje za doprinos književnom stvaralaštvu, Udruženje književnika Verbunlandi Art Kazerta iz Italije i URK
- Klub poslanika: Nagrada za najbolju pesmu Moja senka objavljenu u antologiji pesama Gde Dunav ljubi Savu
- Zlatna plaketa fondacije Dimitar Dimitrovski Takec iz Makedonije za roman Sve je to ljubav 2019. godine
- Bezvremena žena Republike Makedonije u oblasti književnosti, fondacija Takec
- Nagrada za štampu i publikaciju romana Sve je to ljubav na makedonskom jeziku, od strane Takec fondacije
- Književno priznanje Bogomir Mihajlović književnog kluba Dušan Matić Ćuprija za autorski roman Sve je to ljubav, septembar 2019. Književna nagrada istog književnog kluba za najčitaniji roman u sezoni[6]
- Revijska nagrada Beogradski pobednik u kategoriji za očuvanje srpskog jezika i kulture u dijaspori[1]
- Specijalna diploma za očuvanje poezije, Prvi međunarodni pesnički susret Poezija bez granica Centra za kulturu Mesopotamija
- Zlatna medalja Kulturnog centra Mesopotamija, Beograd, novembar 2019.[5]
- Zlatna medalja za unapređenje svetske književnosti na 64. Međunarodnom Sajmu knjiga u Beogradu
- Nagrada Udruženja romskih književnika iz Beograda Poezija bez granica, Beograd, novembar 2019.[5]
- 16. Beogradski pobednik novembar 2019. u kategoriji Očuvanje srpskog jezika i kulture u Evropi
- Nagrada za Širenje kulture u negovanje srpskog jezika u Srbiji i Evropi, Ukus Fest 2019.
- Kultura na Ukus Fest-u decembar 2019. za značajne rezultate na unapređenju poezije Život je lep
- Balkanska nagrada za očuvanje srpskog jezika i književnosti u Srbiji i Evropi, odlukom stručnog žirija festivala, februar 2020.[7]
- Pehar za širenje poezije i kulturnih vrednosti Srbije, Centar za kulturu Mesopotamija
- Zbornik Da se ne zaboravi zahvalna povelja i zlatna medalja za širenje mira u svetu i očuvanje poezije i književnosti
- Nagrada za širenje humanizma u 2020. godini, Humanitarni vidovdanski koncert na beogradskoj Adi
- Priznanje World literary Forum for peace and human right (WLFPH) Južna Azija za sve vreme humanosti i posvećenosti kroz umetnička dela Zaštita od C-19[8]
- Priznanje – Kraljevina Butan, Azija – za očuvanje maternjeg jezika, delanja i poboljšanja socijalne zaštite i promovisanja u svetu, sigurnosti i prava
- Galaxy Academy Award, Predstavljanje Srbije u Indiji – plaketa na engleskom i hindi jeziku u kategoriji promocije umetnosti, sociologije, kulturnog i duhovnog aktivizma kao i za očuvanje svetske književnosti[9]
- Srbija do Ludijane – predstavljanje Srbije na video konferenciji u Ludijani, sertifikat sa Međunarodnih pesničkih susreta u organizaciji odeljenja za engleski jezik na koledžu Gujranwala Guru Nanak Khalsa Univerziteta u Ludijani, za unapređenje internacionalnog pesničkog uticaja na festival svetske savremene poezije[10]
- Business Woman Award – priznanje odlukom žirija festivala povodom 15. godina uspešne saradnje sa srpskim televizijama
- Zlatna značka - Kulturna prosvetna zajednica Srbije, Ministarstvo spoljnih poslova Republike Srbije, Uprava za saradnju sa Srbima u regionu pod pokroviteljstvom Ministarstva kulture i informisanja Vlade Republike Srbije, 1. oktobar 2020.
- Beogradski pobednik, za očuvanje, širenje i negovanje tradicije Srbije, 5. novembar 2020.
- Union mundial de poetas – Svetsko udruženje pesnika sa Kube – priznanje Španski koordinator (zastupnik, branilac) za odbranu ljudskih prava, demokratije i socijalne pravde u 35 zemalja sveta
- Beogradski pobednik za dobročinstvo u radu sa decom, 19. oktobar 2022.
- Godišnja nagrada Zlatni Beočug za trajni doprinos kulturi Beograda, KPZ Beograda 2022.
- Zahvalnica Fondacije Ars Longa za izuzetan doprinos srpskoj kulturi i očuvanju lepih umetnosti, 2022.[11]
- Revijalna nagrada 50 popularnih i uticajnih žena u Srbiji 2022.
- Spomen zahvalnica Univerzitetske biblioteke „Svetozar Marković“ za saradnju i izvanredan doprinos napretku Univerzitetskog doma knjige

## Humanitarni rad
- Saradnja sa Opštinom Novi Beograd povodom obeležavanja međunarodnog dana starijih osoba 2010.
- U saradnji sa Vaspitno-obrazovnom ustanovom Kreativno pero uručila je donacije deci u Kliničko-bolničkom centru u Kragujevcu. 2019.
- Humanitarna novogodišnja akcija Svi smo mi deda Mraz,  Dom kulture Opštine Knić, decembar 2019.
- Autorska humanitarna akcija za samohrane majke u vreme pandemije u okviru udruženja Promenimo svet, april 2020.
- Humanitarna donacija u vidu prehrambenih proizvoda i sredstava za higijenu za žene, žrtve od nasilja pri udruženju Hajr u Beogradu, april 2020.
- Autorska humanitarna akcija za predstavnike trećeg doba, u saradnji sa Srpskom naprednom strankom iz Beograda i mesnim odborom Vinogradi 2, Opštine Čukarica, maj 2020.
- Humanitarna akcija u cilju pomoći za Dom zdravlja u Sjenici u borbi protiv Covid-19, u saradnji sa prof. Danijelom Rakić
- Donacija Kliničko bolničkom centru Zemun kroz autorska književna dela i drugih poklona, u znak podrške srpskim medicinarima u borbi protiv pandemije Covid-19, jun 2020.
- Zvaničan pristup UNICEF-u kao prijatelj fondacije i donator, u okviru prikupljanja sredstava za GAK Narodni Front, za novorođene bebe, njihovo lečenje, aparate, jul 2020.
- Humanitarna donacija u saradnji sa Ivonom Jevtić, besplatan obilazak Muzeja Nikola Tesla u Beogradu, septembar 2020.
- Crveni Krst Srbije – pesnički doprinos knjizi Bezvremeno vreme CKS i promocija pesme Neću da me korona plaši. Projekat podržao UNFPA – populacioni fond Ujedinjinenih nacija, oktobar 2020.
- Srebrna medalja za zasluge od predsednika Republike Srbije, Aleksandra Vučića za širenje humanizma i kulture u vreme pandemije Covida-19.[12]
- Zahvalnica specijalne Osnovne Škole „Boško Buha“ za donaciju i prijateljstvo 2021.
- Zahvalnica Prihvatilišta za decu u Ulici Živka Davidovića za donaciju 2021.
- Organizovan obilazak dece predškolskog uzrasta Muzeja iluzija 2022.
- Organizovan obilazak Muzeja Nikola Tesla za decu predškolskog uzrasta i uzrasta od prvog do četvrtog razreda OŠ vaspitno-obrazovne ustanove Kreativno pero, a za gimnazijalce organizovano gledanje dokumentarnog japanskog fima u Jugoslovenskoj kinoteci (14. 11. 2022)
- Organizovan obilazak Muzeja Nikola Tesla za reditelje i filmske umetnike iz Japana i uručenje nagrade na JSFF (15. 11. 2022)
- Organizovana poseta gimnazijalaca u okviru Japansko-srpskog festivala u Beogradu 2022, kao i humanitarna podrška festivalu japansko-srpskog filma JSFF i dodela nagrada filmu Echoes from a Bridge[13]
- Novogodišnja radionica za decu Svratišta Novi Beograd i čitanje autorskih pesama
- Donacija prehrambenih proizvoda, sredstava za ličnu higijenu, knjiga, odeće i obuće — Svratišta za decu Novi Beograd i Zvezdara
- Čitalačka radionica za decu od prvog do osmog razreda „Ljubav i drugarstvo” u internacionalnoj školi „Kreativno pero”
- Donacija crkvenoj kuhinji za decu socijalno ugroženih porodica